# Хорог
Хорог (таџ. Хоруғ, пер. خارغ) је главни град аутономног региона Горно-Бадакшана у Републици Таџикистан. Број становника према подацима из 2003. године износи 30.000.